# Ariel Hernández
Ariel Hernández Azcuy (* 8. April 1972 in Guane, Pinar del Río, Kuba) ist ein ehemaliger kubanischer Amateurboxer. Er ist unter anderem Olympiasieger im Mittelgewicht in den Jahren 1992 und 1996. 

## Amateurkarriere
Hernández bestritt als Amateur 269 Kämpfe, von denen er 248 gewann. Zwischen 1992 und 1998 wurde er sieben Mal kubanischer Landesmeister im Mittelgewicht. International machte er das erste Mal auf sich aufmerksam, als er bei den Juniorenweltmeisterschaften 1989 in Bayamón als Weltergewichtler und 1990 in Lima als Halbmittelgewichtler die Goldmedaille gewann. Er ist somit der einzige Boxer der es schaffte zwei Mal Juniorenweltmeister zu werden.

### Olympische Spiele
1992 wurde Hernández als kubanischer Vertreter im Mittelgewicht für die Olympischen Spiele 1992 in Barcelona ausgewählt und gewann mit Siegen über Sven Ottke und im Finale über Chris Byrd die Goldmedaille.
Bei den Spielen des Jahres 1996 in Atlanta konnte er den Titel erfolgreich verteidigen. Auf dem Weg zum Olympiasieg schlug er unter anderem erneut Sven Ottke und den Russen Alexander Lebsjak, Olympiasieger des Jahres 2000 im Halbschwergewicht.

### Weltmeisterschaften
Auch bei den Amateurweltmeisterschaften konnte Hernández zwei Titel gewinnen. Erstmals 1993 in Tampere, wo ihm ein weiterer Sieg über Ottke gelang und 1995 in Berlin. Bei den Titelkämpfen 1997 in Budapest verlor er umstritten im Finale gegen den Lokalmatador Zsolt Erdei und wurde Zweiter. 1999 in Houston scheiterte er schon in der ersten Turnierrunde am Rumänen Adrian Diaconu.

### Weitere Erfolge
- Chemiepokal – Zweiter 1992 (Finalniederlage gegen Bert Schenk), Sieger 1996
- Zentralamerikanische und Karibische Spiele – 1993, 1998
- Zentralamerikanische und Karibische Meisterschaft – 1995
- Goodwill Games – 1994, 1998
- Panamerikanische Spiele – 1995